# Dialecto suletino del euskera

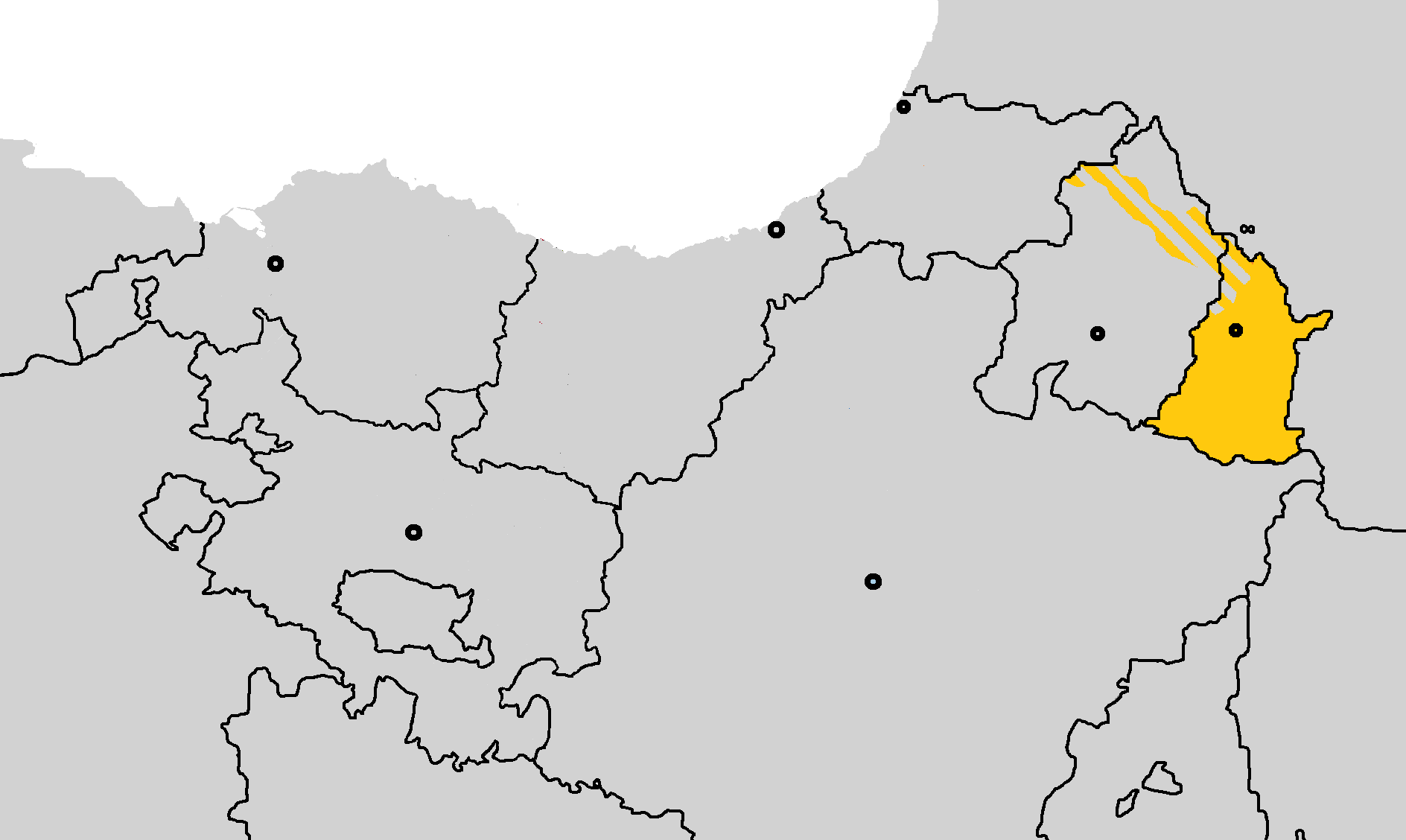
Suletino, según Koldo Zuazo.

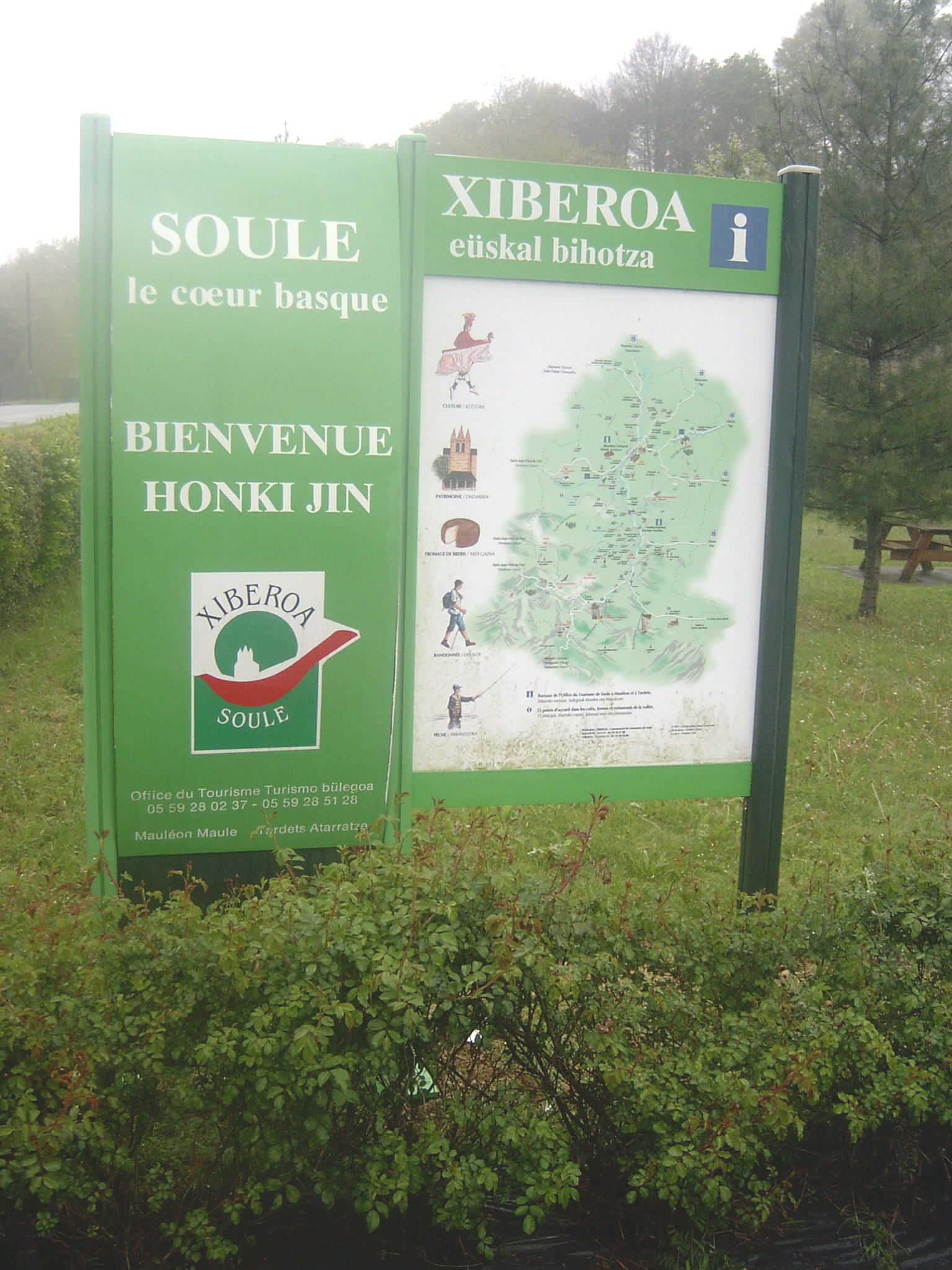
Señal en euskera y francés de Bienvenida a Soule entre Barcus y Esquiule: Xiberoa. Eüskal bihotza. Honki Jin. - Soule. Le Coeur Basque. Bienvenue.

El euskera suletino (en euskera: zuberera) es un dialecto del euskera que se habla en Soule o Zuberoa, el territorio más pequeño y menos poblado de los que componen Euskal Herria, al este del País Vasco francés.
Tiene varias particularidades lingüísticas y fonéticas que lo hacen singular. Su fonética ha estado marcadamente influenciada por el occitano gascón. Así, por ejemplo, la ü se pronuncia de forma parecida a la u francesa, aunque se puede convertir en i por disimilación vocálica (euskera batúa: gaua; suletino: gaüa, /gaia/, ‘la noche’). Esta ü es una característica única de la fonética suletina respecto al resto de las variedades del vasco. También posee sibilantes sonoras. Tiene grandes características comunes con el extinto euskera roncalés, hasta el punto de que aparecen juntos en algunas clasificaciones. 
El suletino también tiene particularidades léxicas y en la declinación.
|             | Español  | Euskera batúa          | Suletino      |
| Adverbios : | nunca    | sekula(n)              | sekülan       |
| Adverbios : | a menudo | maiz, usu              | üsü           |
| Adjetivos : | bien     | ongi, ontsa            | honki, ontsa  |
| Adjetivos : | hermoso  | eder                   | eijer         |
| Verbos :    | suceder  | gertatu, agitu         | agitü         |
| Verbos :    | haber    | ukan                   | üken          |
| Verbos :    | terminar | bukatu, urrendu        | ürrentü       |
| Verbos :    | venir    | etorri, jin            | jin           |
| Nombres :   | cocina   | sukalde                | sükalte       |
| Nombres :   | flor     | lore, lili             | lili          |
| Nombres :   | lugar    | alde, leku             | atze, lekü    |
| Nombres :   | montaña  | mendi, bortu           | bortü, borthü |
| Nombres :   | lluvia   | euri                   | ebi           |
| Nombres :   | poeta    | bertSouleri, koblakari | koblakari     |
| Nombres :   | sol      | eguzki, eki            | eki, ekhi     |
| Nombres :   | salida   | irten, atera, ilki     | elki          |
| Nombres :   | Soule    | Zuberoa                | Xiberoa       |

Actualmente, más del 60 % de los 16 000 suletinos son vascófonos, pero la disminución del número de los que lo hablan entre los jóvenes y la falta de empleos pueden ser, a largo plazo, un riesgo para el mantenimiento de la lengua en Soule. Sin embargo, el trabajo efectuado por las asociaciones culturales en las que muchos jóvenes están implicados permite que el dialecto se mantenga a pesar de la estandarización de la lengua con el batúa. La arraigada tradición del teatro popular se ha utilizado en estos últimos años como una forma de cohesionar a las comunidades (pastorales y mascaradas), que sufren un preocupante descenso demográfico. Las obras se representan en euskera y se convierten en actos de reafirmación de la identidad suletina. 
Siguen publicándose obras en la forma literaria de esta variedad, siendo los escritores más célebres Itxaro Borda y el académico y dramaturgo Jean Louis Davant. Los músicos Niko Etxart y el grupo Guk, entre muchos otros, cantan en euskera suletino. Posee una riquísima tradición lírica de gran prestigio entre los vascos, recopilada y dada a conocer en el País Vasco peninsular a partir de los años 1960 y 1970. Véase, así, el Cantar de Bereterretxe.